# Cam sành
Cam sành là một giống cây ăn quả thuộc chi Cam chanh có quả gần như quả cam (Citrus reticulata x maxima), có nguồn gốc từ Việt Nam. Quả cam sành rất dễ nhận ra nhờ lớp vỏ dày, sần sùi giống bề mặt mảnh sành và thường có màu lục nhạt (khi chín có sắc cam), các múi thịt có màu cam.
Cam sành được gắn nhiều tên khoa học khác nhau như Citrus nobilis, Citrus reticulata, hay Citrus sinensis, trên thực tế nó là giống lai tự nhiên: C. reticulata x C. sinensis (tên tiếng Anh: king mandarin).

## Đặc điểm
Cam sành có dạng tròn dẹp, màu vàng sậm, quả nhiều nước, vị chua lẫn ngọt, trọng lượng trung bình một quả cam sành là 275g.

## Phân bố
Cam sành Bố Hạ trồng ở Bố Hạ, huyện Yên Thế, tỉnh Bắc Giang. Cam sành Bố Hạ hợp với đất phù sa cổ, khí hậu mát ẩm. Hiện nay vùng cam này đã bị xoá sổ do bệnh vàng lá gân xanh.
Cam sành Hà Giang-Tuyên Quang-Yên Bái: là vùng cam chủ yếu của các tỉnh phía Bắc Việt Nam, năng suất cao; quả được thu hoạch vào dịp Tết. Tại tỉnh Tuyên Quang, nổi tiếng nhất là cam sành Hàm Yên, cam được trồng bạt ngàn tại xã Phù Lưu và một số xã lân cận. Đây là vùng có năng suất trồng cam rất tốt, quả cam thơm ngon.
Tại Nam Bộ, cam sành cũng được trồng ở Tam Bình, Trà Ôn (Vĩnh Long); Cái Bè, Châu Thành, Chợ Gạo (Tiền Giang); Mỹ Khánh, Ô Môn (Cần Thơ)...
Loài cây này được đưa vào Mỹ năm 1880, khi Đại sứ Hoa Kỳ tại Nhật Bản John A. Bingham chuyển 6 quả cam sành bằng đường tàu từ Sài Gòn tới Dr. H. S. Magee, một người phụ trách vườn ươm giống tại Riverside, California. Năm 1882, Magee gửi 2 cây con trồng từ hạt và chồi tới J. C. Stovin ở Winter Park, Florida.

## Giá thành
Cũng giống như nhiều mặt hàng nông sản khác, cam sành vào chính vụ không được giá. Tại các vườn thu hoạch, giá cam vào khoảng 12-20 nghìn đồng/1 kg vào những năm 2012-2015, thậm chí có đợt giá lên đến 25-30 nghìn đồng/1 kg vào dịp Tết.

## Văn thơ
| “ | Đắng khổ qua, chua là chanh giấy, Ngọt thế mấy cũng tiếng cam sành. Đôi ta duyên nợ không thành, Cũng do nguyệt lão chỉ mành xe lơi. | ” |

## Ảnh

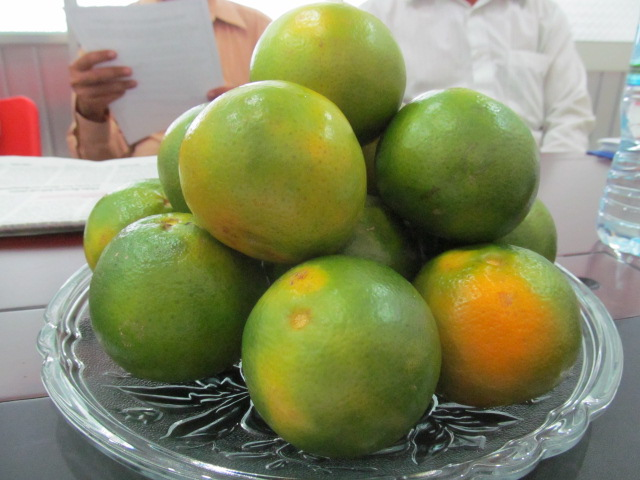
Vài quả cam sành
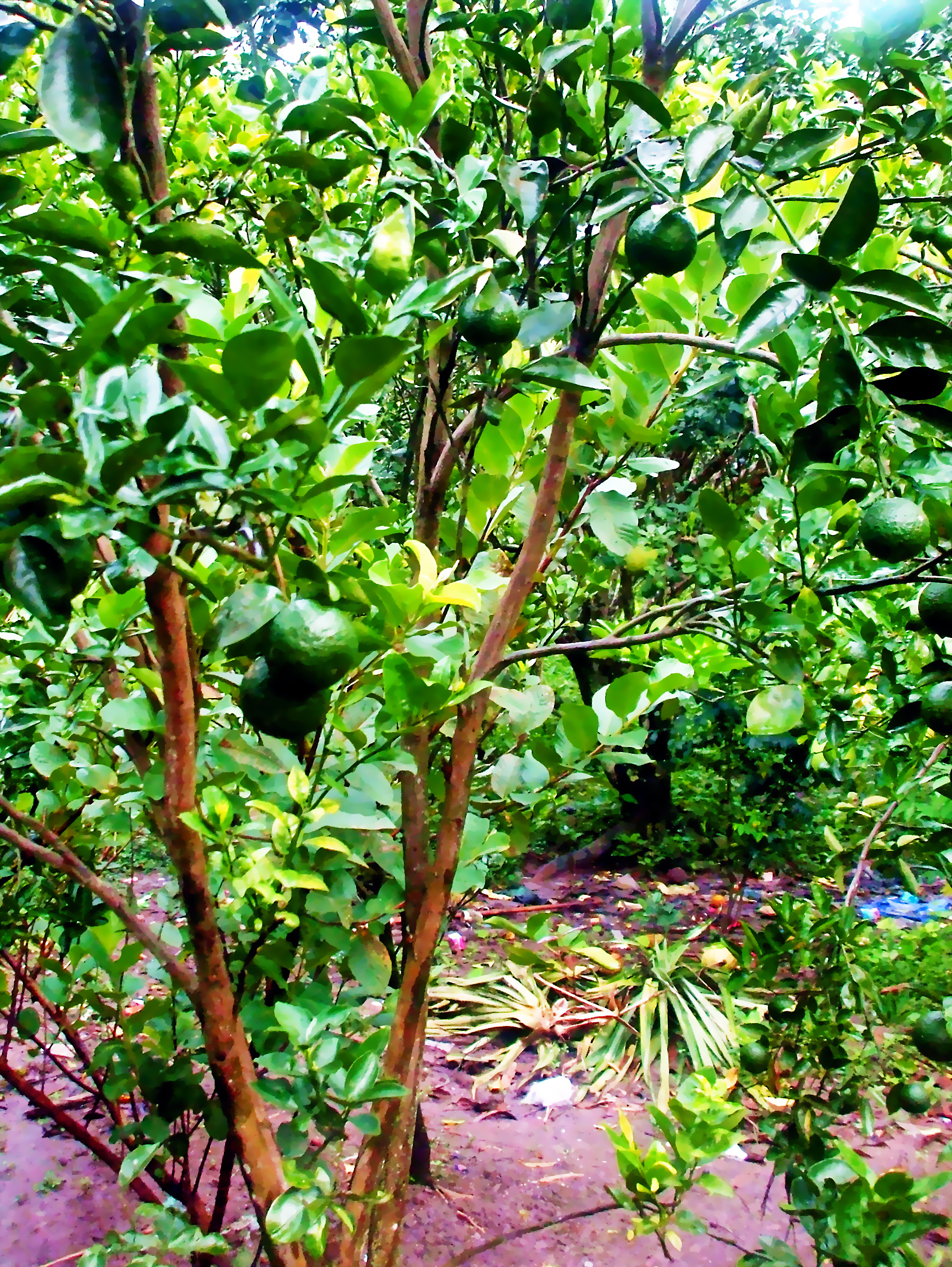
Một cây cam sành ở miền Nam Việt Nam